# Où es-tu allé en vacances ?
Où es-tu allé en vacances ? (titre original : Dove vai in vacanza?) est un film italien réalisé par Mauro Bolognini, Luciano Salce et Alberto Sordi sorti en 1978.

## Synopsis
- 1er sketch : Saro tutta per te (Tognazzi, Sandrelli)
- 2e sketch : Si buana (Villaggio, Rizzoli)
- 3e sketch : Le vacanzi intelligenti (Sordi, Longhi)

## Fiche technique
- Titre original : Dove vai in vacanza?
- Réalisation : Mauro Bolognini, Luciano Salce et Alberto Sordi
- Scénario : Sandro Continenza, Iaia Fiastri, Roberto Gianviti, Ruggero Maccari, Silvia Napolitano, Furio Scarpelli, Rodolfo Sonego, Alberto Sordi
- Musique : Ennio Morricone
- Genre : Comédie
- Durée : 127 minutes
- Date de sortie : 10 octobre 1979
- Pays : Italie

## Distribution
- Ugo Tognazzi : Enrico (sketch 1)
- Stefania Sandrelli : Giuliana (sketch 1)
- Pietro Brambilla : Tommaso
- Clara Colosimo : Virginia
- Emilio Locurcio : Fulvio
- Adriano Amidei Migliano : Armando
- Lorraine De Selle
- Paola Orefice
- Rosanna Ruffini
- Ricky Tognazzi
- Rodolfo Bigotti
- Elisabetta Pozzi
- Brigitte Petronio
- Marilda Donà
- Roberto Spagnoli
- Paolo Villaggio (sketch 2)
- Anna-Maria Rizzoli (sketch 2)
- Gigi Reder
- Alberto Sordi (sketch 3)
- Anna Longhi (sketch 3)
- Paolo Paoloni